# Quảng Công
Quảng Công là một xã ven biển và đầm phá thuộc huyện Quảng Điền, thành phố Huế, Việt Nam.
Xã có diện tích 12,55 km², dân số năm 1999 là 6155 người, mật độ dân số đạt 490 người/km².

## Hành chính
Theo Quyết định số 1937/QĐ-UBND ngày 05/8/2021 của Chủ tịch UBND tỉnh Thừa Thiên Huế, xã Quảng Công có 9 thôn:
1. Thôn 1.
2. Thôn 2.
3. Thôn 3.
4. Thôn 4.
5. Am Thiền.
6. An Lộc.
7. Cương Giáng.
8. Tân Thành.
9. Tiến Công.